# Bronces de Botorrita
Los bronces de Botorrita son una serie de planchas de bronce del siglo I a. C. encontradas en Contrebia Belaisca, en Cabezo de las Minas, cerca de la actual Botorrita, en las proximidades de Zaragoza (España).
El yacimiento de Contrebia Belaisca ha producido cuatro bronces, tres de ellos en escritura paleohispánica (lengua celtíbera) y otro en escritura latina (el cual es legible sin demasiadas dificultades). 
La relación de los textos es muy cuestionable, en cuanto proceden presuntamente de la acrópolis o en todo caso del tabularium (archivo municipal) de la ciudad. La riqueza escritural de esta ciudad puede ser debida a condiciones sociales (ser centro jurídico de la zona) o bien condiciones fortuitas (lugar donde algún desastre bélico rápido impidió la posterior reutilización del bronce cuando ya no era útil).
No es factible esperar conexiones entre los textos. Si bien encontramos paralelismos claros, así Francisco Villar y Carlos Jordán han demostrado la repetición de términos usados entre el bronce I y el bronce IV. Y entre el texto latino (Botorrita II) y Botorrita I hay semejanzas estructurales debidas a ser dos textos legales que un grupo de personas imponen. Ambos ven en los bronces de Botorrita el archivo del juzgado de una especie de distrito jurídico, equivalente a los conventos romanos. De hecho apuntan a la posibilidad de que Contrebia Belaisca se pueda traducir al latín como Conuentus Bellorum o "reunión de los Belos o Bellos". Así Contrebia sería la «cabeza de partido judicial» de los Belos, pueblo celta.
Francisco Beltrán Lloris apunta las dificultades del razonamiento de Villar y Jordán, puesto que ni Salduie ni Alaun son ciudades belas (ver Bronce II). Para Beltrán Lloris se trataría más bien de que el prestigio y la neutralidad – Contrebia era celtíbera, Salduie íbera y Alaun vascona – haría de la ciudad un lugar ideal para resolver conflictos, sin ver la necesidad de un convento jurídico. Sin embargo, acepta la hipótesis de que tres de los cuatro bronces son litigios resueltos en Contrebia.

## El Bronce I

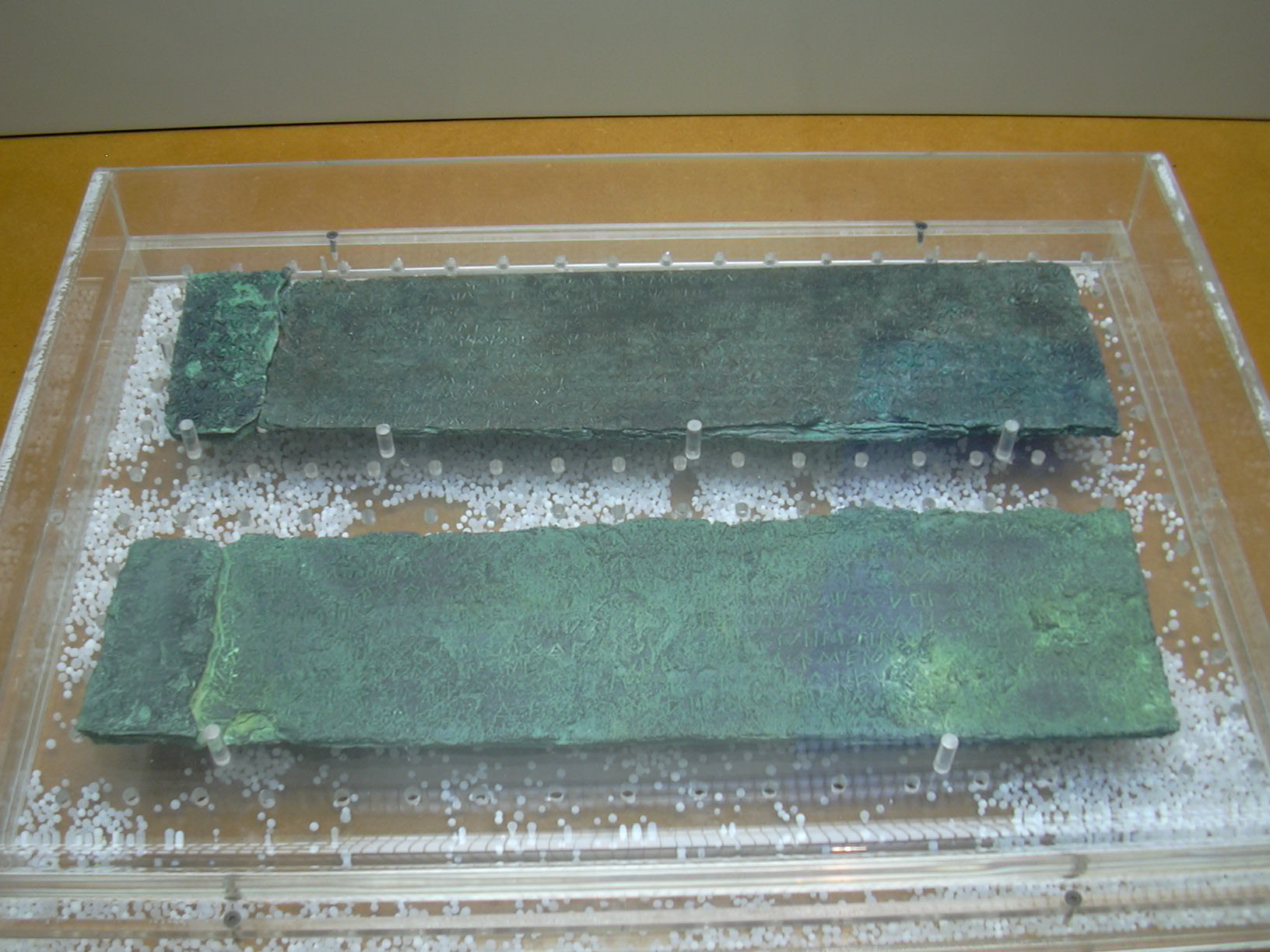
Bronce de Botorrita I en el Museo Provincial de Zaragoza. El bronce superior es el auténtico, el inferior es una copia.

El llamado bronce de Botorrita I o gran bronce de Botorrita fue encontrado en 1970 y es el texto en celtíbero más extenso que se había hallado hasta la fecha. Se trata de una placa de bronce de unos 40x10 cm datada hacia el año 70 a. C. Este Bronce está escrito por ambas caras. Consiste en un texto de 11 líneas en la parte delantera que se continúa con una lista de nombres en la parte trasera.

### Transcripción
A.1. tirikantam percunetacam tocoitoscue sarnicio cue sua combalcez nelitom
A.2. necue [u]ertaunei litom necue taunei litom necue masnai tizaunei litom soz aucu
A.3. arestaio tamai uta oscues stena uerzoniti silabur sleitom conscilitom gabizeti
A.4. cantom sancilistara otanaum tocoitei eni: uta oscuez boustomue coruinomue
A.5. macasiamue ailamue ambitiseti camanom usabituz ozas sues sailo custa bizetuz iom
A.6. asecati ambitincounei stena es uertai entara tiris matus tinbituz neito tiricantam
A.7. eni onsatuz iomui listas titas zizonti somui iom arznas bionti iom custaicos
A.8. arznas cuati ias ozias uertatosue temeiue robiseti saum decametinas datuz somei
A.9. enitouzei iste ancios iste esancios uze areitena sarniciei acainacubos
A.10. nebintor tocoitei ios ur antiomue auzeti aratimue decametam datuz iom tocoitoscue
A.11. sarniciocue aiuizas combalcores aleites iste icues ruzimuz abulu ubocum
B.1. lubos counesicum melnunos bintis letontu litocum
B.2. abulos bintis melmu barauzanco lesunos bintis
B.3. letontu ubocum turo bintis lubinaz aiu bercanticum
B.4. abulos bintis tirtu aiancum abulos bintis abulu louzocum
B.5. uzeisunos bintis acainaz letontu uicanocum suostuno/s
B.6. bintis tirtanos statulicum lesunos bintis nouantutaz
B.7. letontu aiancum melmunos bintis useizu aiancum tauro [bin]/tis
B.8. abulu aiancum tauro bintis letontu leticum abulos bintis
B.9. [ ]ucontaz letontu esocum abulos bintis

### Traducción
El texto aún no ha sido traducido, aunque sí transliterado y se tiene una idea general de lo que se trata. Parece ser algún tipo de documento legislativo aparentemente emitido por un senado local.
En la primera línea de la cara A se indicaría la autoridad (David Stifter en el 2001 señalado que <trikantam> sería la 'asamblea' como en galo tricantia, mientras que con combalkez /komblaked/ sería 'complació/pareció bien a la asamblea', siguiendo una idea de Bayer de 1994), se indicarían diversas prohibiciones (ne.... litom, neque.... litom equivaldría a 'no lícito' 'y no lícito' delante de una serie de verbos en infinitivo -unei) y se establecerían sanciones pecuniarias. En la cara B se encuentra la serie de miembros de la asamblea con su estructura antroponímica celtibérica (así lubos kounesicum melmunos 'Lubos, hijo de Melmon, de los Kounesikos' o letontu ubokum turo 'Letondo, hijo de Turo, de los Ubocos') con un término que los califica ('bintis') probablemente indicativo de su cargo (como si fuese "senador"). No obstante, algunos autores proponen que la lectura correcta sería kentis (en lugar de bintis), 'hijo' en celta, lo cual concordaría más con el contexto.

## El Bronce II

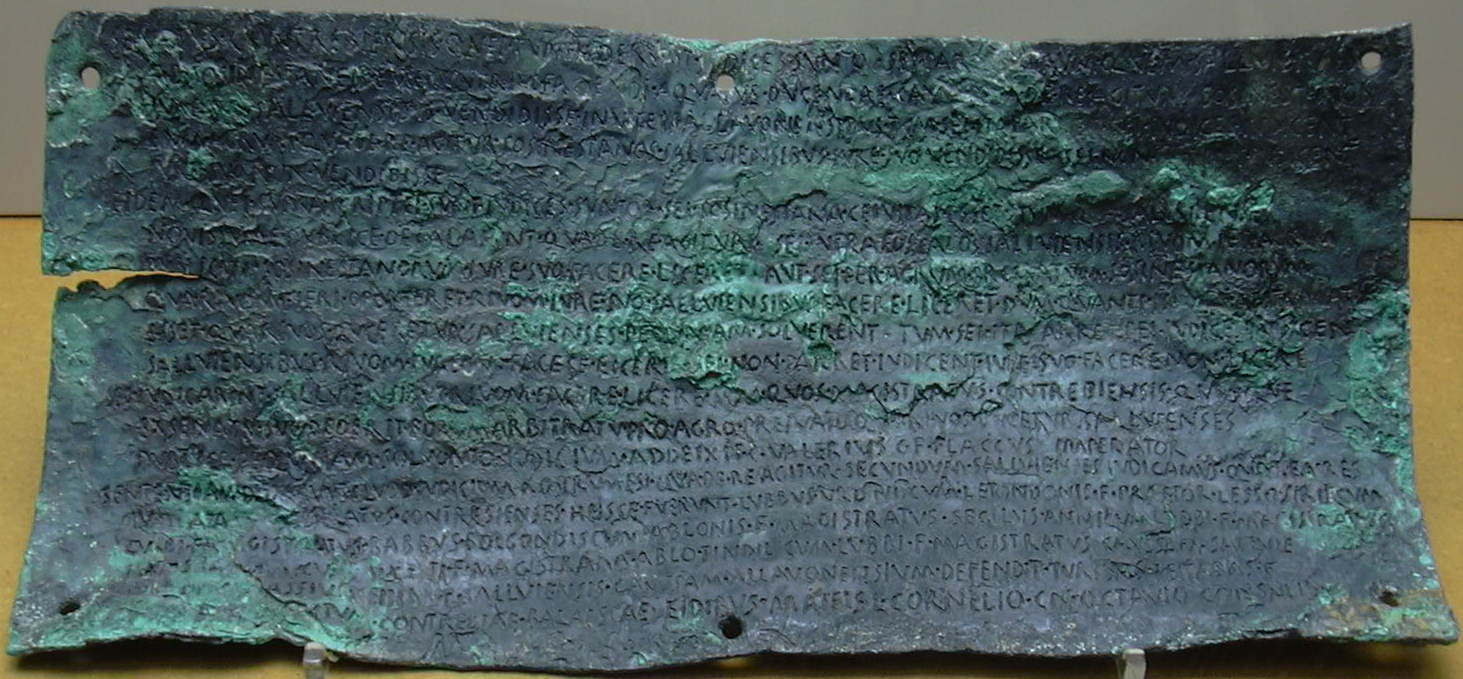
Bronce II en el Museo Provincial de Zaragoza.

El Bronce II o TABULA CONTREBIENSIS, fue hallada a finales de 1979, es una inscripción en latín que recoge un texto jurídico, datado el 15 de mayo del año 87 a. C., en una lámina de unos 41 x 20 cm. 
Recoge, en veinte líneas, un pleito entre los habitantes de Salduie (actual Zaragoza) y Alaun (actual Alagón), por una canalización de aguas que querían realizar los primeros; los alavonenses se consideraron perjudicados y las partes acordaron encomendar el fallo a neutrales (los magistrados de Contrebia Belaisca, Botorrita), que dieron razón a los saluienses. Todo ello previo conocimiento y con la sanción aprobatoria del procónsul romano, Cayo Valerio Flaco. Es la primera querella documentada en la península ibérica.

### Traducción
I. Primera fórmula (líneas 1-5). Sean jueces quienes del senado contrebiense se hallaren presentes. Si resulta aprobado que el terreno que los salluienses compraron a los sosinestanos para construir una canalización o hacer una traída de aguas –de cuyo asunto se litigia– lo vendieron los sosinestanos en pleno derecho a los salluienses, (a un) contra la voluntad de los allavonenses. En tal caso, si así resulta probado, sentencien estos jueces que el terreno –de cuyo asunto se litigia–, lo vendieron los sosinestanos a los salluienses, con pleno derecho; si resulta probado que no, sentencien que no lo vendieron con pleno derecho.
II. Segunda fórmula (líneas 6-11). Sean jueces los mismos supraescritos. Si la ciudad-estado sosinestana fue por donde los salluienses, recentísimamente, amojonaron (terrenos) de manera oficial –de cuyo asunto se litigia–. Si podían los salluienses con pleno derecho hacer la canalización a través de un terreno público de los sosinestanos, por el interior de esos mojones. O si los salluienses podían, con pleno derecho, hacer la canalización a través de un terreno privado de los sosinestanos, por el cual tendría que discurrir la canalización, a condición (en tal caso) de que los salluienses pagaran dinero en la cuantía en que fuera tasado el terreno por el que discurriría la canalización. En tal caso, si así resulta probado, sentencien estos jueces que los salluienses pueden hacer la canalización con pleno derecho. Si no resulta probado, sentencien que no pueden hacerlo con pleno derecho. 
III. Tercera fórmula (líneas 12-14). Si sentenciaran que los salluienses podían hacer la canalización, que los salluienses paguen entonces corporativamente por el campo privado por el que será conducida la canalización, de acuerdo con el arbitraje de 5 (miembros) que la magistratura contrebiense designe (a tal fin) de su senado. 
IV. Sanción gubernamental romana (línea 14) sancionó aprobatoriamente este procedimiento judicial Cayo Valerio Flaco, hijo de Cayo, general en jefe (=procónsul de la provincia Hispania Citerior).
V. Fallo (líneas 15-16). Manifestaron (los jueces) esta opinión: "puesto que poseemos la facultad de juzgar, fallamos, en el asunto de que se litiga, a favor de los salluienses".
VI. Intervinientes (líneas 16-20). Cuando este asunto fue juzgado estos fueron los magistrados contrebienses: Lubbo, de los Urdinos, hijo de Letondo, pretor (de Contrebia). Lesso, de los Sirisos, hijo de Lubbo, magistrado. Babbo, de los Bolgondisos, hijo de Ablón, magistrado. Segilo, de los Annios, hijo de Lubbo, magistrado. --ato, de los--ulovios, hijo de Uxentio, magistrado. Ablón, de los Tindilios, hijo de Lubbo, magistrado. La causa de los salluienses la defendió --asio, hijo de -eihar, salluiense. La causa de los allavonenses la defendió Turibas, hijo de Teitabas, allavonense.
VII. Data (línea 20). Actuado en Contrebia Balaisca (sic.), en los idus de mayo, siendo cónsules Lucio Cornelio (Cinna) y Gneo Octavio. (el 15 de mayo del año 87 a. C.)
VIII. Marginalia (línea 21). Han aparecido, en el proceso, aún inconcluso, de restauración unas anotaciones minúsculas, bajo las palabras BALAISCAE y EIDIBUS, entre las que resultan legibles una D algo separada de dos XX juntas, pero casi con seguridad existen otros signos en ese registro, que se ignora si podrán ser leídos por completo. Las posibilidades de interpretación son varias, por lo que, de momento, nos abstenemos de pronunciarnos por ninguna en particular.

## El Bronce III
El tercer bronce fue descubierto el 20 de octubre de 1992. Se encontró en tal estado de corrosión que sólo se pudo leer con rayos x. Representó una gran promesa por la extensión del mismo (77x48 cm) al estilo de los escritos romanos sobre bronce, de hecho el texto celtíbero recogería un neologismo técnico: albana presuntamente derivado del correspondiente término latino alba (plural de neutro album). Album era la forma con la que se denominaba a la tabla de comunicados, edictos, listas, anales sobre tablones de madera encalados con yeso y que tenían la finalidad de ser expuestas al público. Del latino pasaría, por neologismo, al celtíbero modificándolo correspondientemente. Lo que muestra es un censo de personas sin que el motivo esté claro aún: reparto de tierras, contabilidad de contribuyentes en los impuestos, ....
En cuatro columnas se registran 254 personas, de las que, al menos, 27 corresponden a mujeres. Aparecen personas que llevan nombres de grupos lingüísticos diferentes como Iunstir, Bilosban, Bubilibor; nombres griegos como: Antiocos, Tiokenes (¿Diógenes?), y Tais (¿Thais?) y latinos como Balakos Sekonzos (¿Flaccus Segondus?), Markos (¿Marcus?), Bolora (¿Flora?), Saluta (¿Saluta?)...
El paralelo documental más cercano tanto cronológica como geográficamente se halla en el famoso Bronce de Ascoli del año 89 a. C. Como contraposición el enigmático titulum de Botorrita III frente a la fácil lectura latina de Ascoli, lo que origina que su propósito siga siendo controvertido. ¿Listado de colonos de un reparto de tierras? ¿Censo de regantes?. 
A raíz de la identificación etimológica de unas palabras con el sentido de 'acequias', 'agua' y 'sacar agua' y ante la existencia de un estanque celtibérico como el excavado en La Guardia, la disputa hídrica documentada en el Bronce II y el reglamento de las aguas del Ebro preservado en la romana Lex rivi Hiberiensis, la indoeuropeista Patrizia de Bernardo Stempel propuso tratarse de un listado de personas - hombres y mujeres, sus hijos y siervos - con derechos de agua.
El ámbito de aplicación no tiene por qué subscribirse al ámbito de Contrebia Belaisca (Botorrita) lugar de aparición del texto, sino que necesariamente, por la alusión a los Alavonenses y a los Sosinestanos pudiera implicar a territorios de la ribera alta del Ebro y, tal vez, de la comarca de las Cinco Villas, de notable y floreciente presencia romana, como atestigua el enclave de Los Bañales de Uncastillo. Así de este modo Botorrita quedaría marcada por la presencia temporal de la silla proconsular o ser centro religioso-civil para las comunidades cercanas, de forma que fuera lugar exquisito para la publicación de documentos.

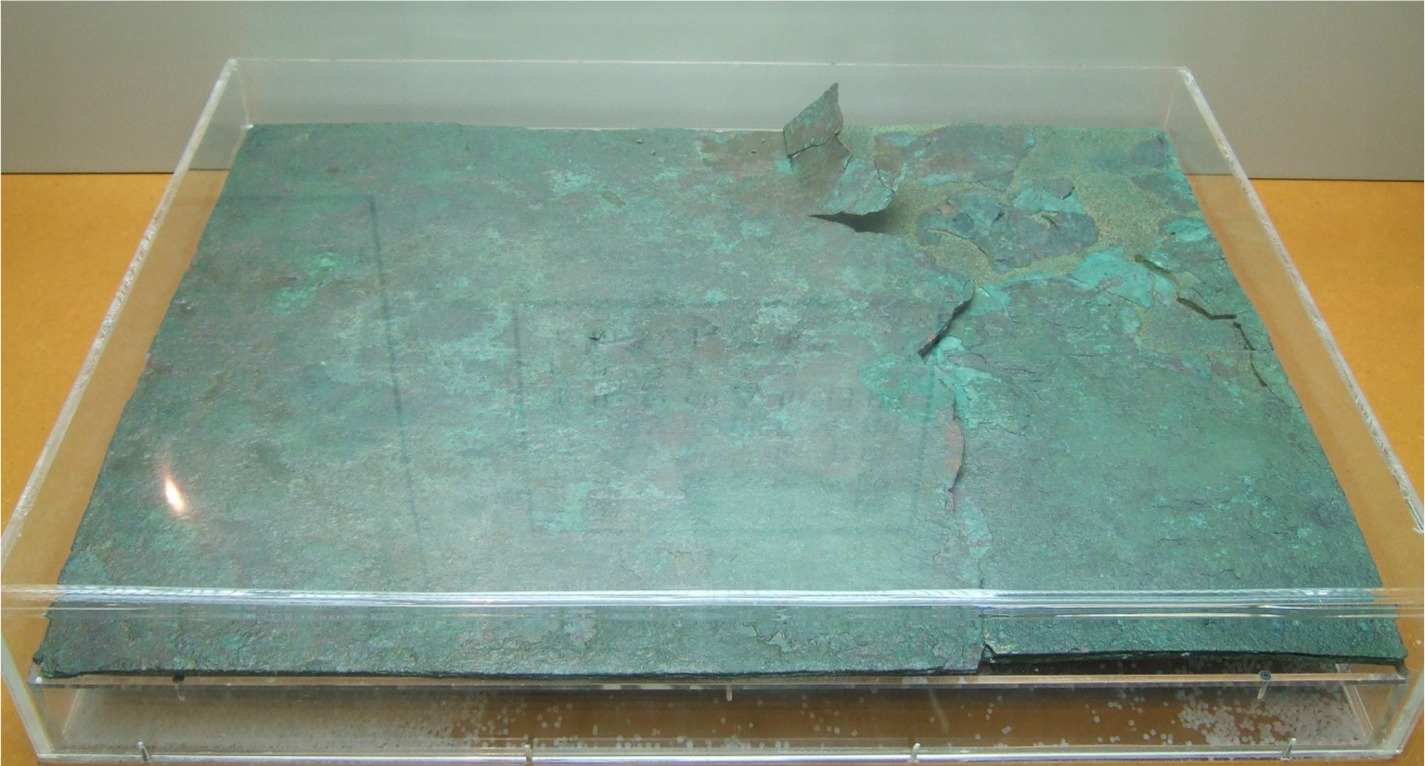
Bronce III en el Museo Provincial de Zaragoza.
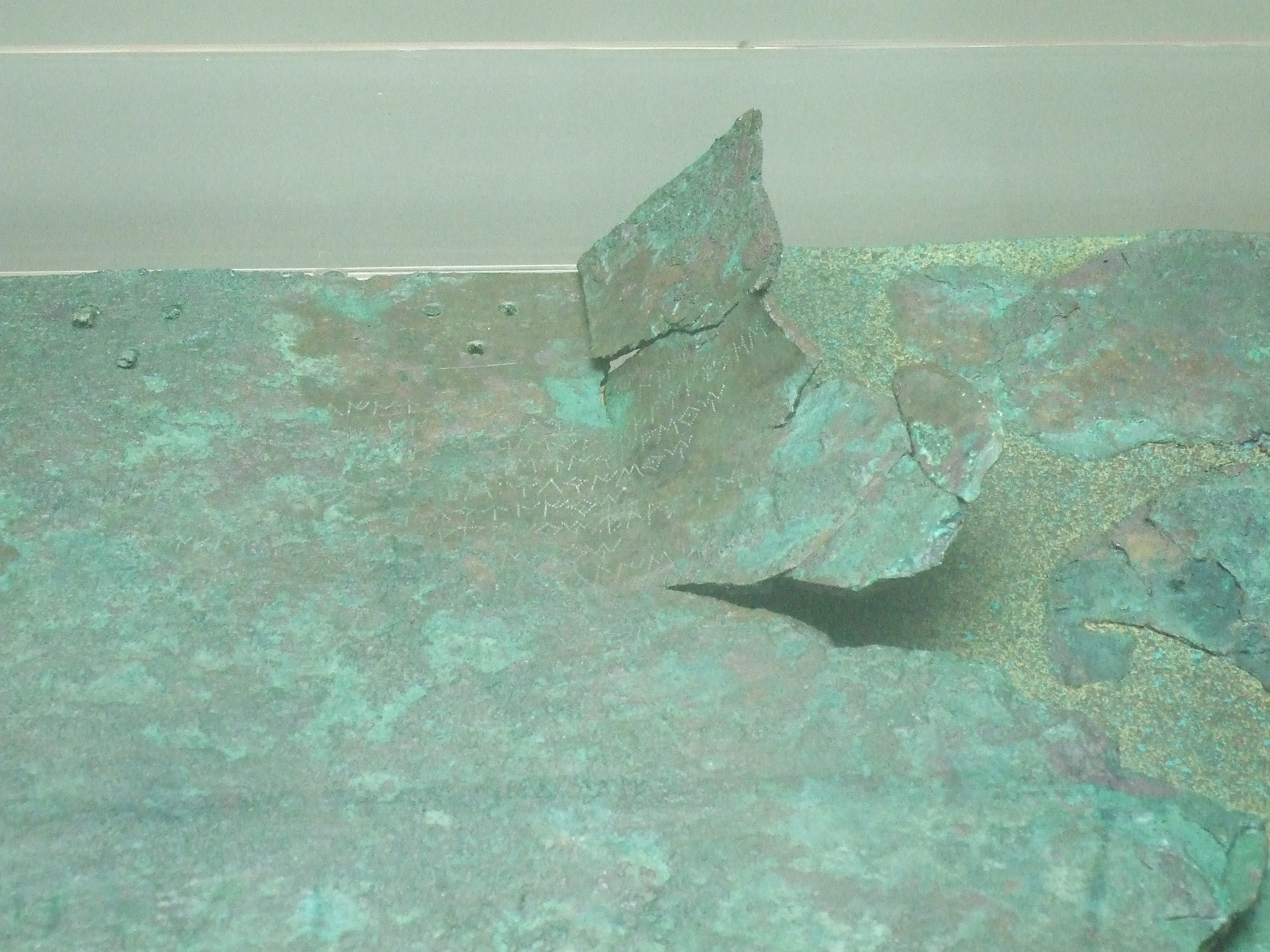
Detalle de la parte superior derecha.

## El Bronce IV
Este bronce fue encontrado en 1994 en Jaulín, en unas tierras que se habían transportado allí desde Botorrita a raíz de la ampliación de la carretera a Fuendetodos. Como consecuencia, no existe posibilidad de datación estratigráfica aunque se ha datado entre finales del siglo II y comienzos del I a. C. por relación a los demás bronces en Contrebia y por la escritura empleada. Tras su estancia en diversos depósitos, fue finalmente entregado en el 2001 al Museo de Zaragoza, dónde se encuentra actualmente.
Lo que ha llegado hasta la actualidad es la parte central del bronce, de unos 13,7 x 15,9 x 0,2cm. Está grabado a ambos lados en alfabeto ibérico y el texto es en lengua celtíbera.

### Transcripciones
| Lectura de Francisco Villar y Carlos Jordán (2001) | Lectura de Francisco Beltrán Lloris (2001) |
| Cara A | Cara A |
| 1. [---]tam tirikantam : entorkue : toutam[---] 2. [---]sua kombal[.]z : bouitos : ozeum : + ---] 3. [---]i : turuntas : tirikantos : kustai : bize+[---] 4. [---]a : karalom : aranti : otenei : ambi++[---] 5. [---]kom : atibion : taskue+[c.3]a[+]s[---] 6. [---]kue : usimounei : [---] 7. [---]karalom : ios : lu[.]e[.]s[---] 8. [---][c.2]oi+u[..]ti … esta[..]+[---] 9. [---]uta : +[c.4][.]kue[---] 10. [---]ti[c.2]n[.]e[---] | 1. [---]tam tirikantam : entorkue : toutam[---] 2. [---]+ : s++ kom+l++ : +uitos : ozeum : ku[---] 3. [---]i : turuntas : tirikanto+ : kustai : bize+[---] 4. [---]+ : karalom : arantiotenei : ambi++[---] 5. [---]kom : atibion : taskue+s++a++[---] 6. [---]kue : usimounei : [---] 7. [---]+r+lom : ios : lu++s[---] 8. [---]+[c.2]on : +ti : esta++e[---] 9. [---]uta : to[c.4]kue[---] 10. [---]ti[c.2]n++[---] |
| Cara B | Cara B |
| 1. [---]e[c.2] i[---] 2. [---]atuz : uta : e[---] 3. isum : [c.3]ti : +[---] 4. [---]++++olo+++ : iom : u[---] 5. [---]+[c.3]toke+++ta : +ue : tizatuz[---] 6. [---][c.2]l[c.3]lez+l+toioan[---] 7. [---]toruonti : stoteroi : tas++[---] 8. [---]ko[c.4]esusimo++o+[c.3] [---] | 1. [---]atuz uta : +[---] 2. ++um : [c.3]ti+[---] 3. [---]s++olo++++om : uta[---] 4. [---][c.3]+++tinta mue tizatuz[---] 5. [---][c.2]+[c.3]lez+l+oioan[---] 6. [---][c.2]tor+onti : stoteroi : tas : +[---] 7. [---]ko++bez esusimo++o+[c.3][---] |

### Traducción
Villar y Jordán (2001) han propuesto una traducción de parte de la cara A como: Respecto al territorio (tirikantam) de Turunda y al pueblo que hay en su interior (entorkue toutam) así decidió [¿el senado?]... el camino (bouitos) sea de 4 pies (ozeum ku[etuor]i) a la entrada del tres cantos de Turunda. El bronce representaría, siempre según Villar y Jordán, un contencioso entre las ciudades de Karalon y Aranti (línea 4, cara A), de las que se desconoce la situación.
Más interesante y bien fundada[cita requerida] es la propuesta de Stifter (2001) de traducir 'tirikantam : endor-kue : toutam' como "el Senado y también el Pueblo"; fórmula equiparable con la romana "SENATVS POPVLVSQVE". Esta interpretación permite explicar correctamente tanto el encabezamiento de este bronce como el de Botorrita I.